# Treska skvrnitá
Treska skvrnitá (Melanogrammus aeglefinus), známá také jako haddock nebo pikša, je mořská ryba z čeledi treskovitých. Obývá severní část Atlantiku a Barentsovo moře, jižní hranicí rozšíření je Biskajský záliv a mys Hatteras.

## Popis
Má tělo proudnicového tvaru, dorůstá délky mezi třiceti a sedmdesáti centimetry, rekordní úlovek měřil 94 cm a vážil 11 kg. Na hřbetě je zbarvená dohněda, boky jsou šedostříbrné a břicho bílé. Charakteristickým znakem je oválná tmavá skvrna nad každou prsní ploutví, zvaná „otisk ďáblova prstu“, která jí dala vědecký název melanogrammus (řecky „černé znamení“). Ústa jsou poměrně malá, s krátkými vousky.

## Způsob života
Žije ve vodách o teplotě do 10 °C a sestupuje do hloubky okolo 300 metrů. Je demersálním druhem, který migruje na značné vzdálenosti. Doba tření trvá od ledna do června, mladé samice kladou desítky tisíc jiker, zatímco staré až tři miliony. Pohlavní dospělosti dosahuje ve čtyřech až pěti letech. V mládí se živí krilem, dospělí jedinci loví menší ryby jako je sleď obecný, šprot obecný, huňáček severní nebo treska Esmarkova, jejich potravu tvoří také různí měkkýši a ostnokožci. Tresky jsou napadány různými parazity, jako je např. Lernaeocera branchialis.

## Hospodářský význam
Patří k nejvýznamnějším evropským lovným rybám, v roce 1999 činil celkový úlovek 249 317 tun. Je využívána především v britské kuchyni, kde tvoří součást specialit jako kedgeree nebo cullen skink, je také obvyklým druhem, z něhož se připravují fish and chips. Uzená treska je lokální specialitou skotského města Arbroath. V důsledku nadměrného rybolovu se populace tresky skvrnité ve volné přírodě snižuje, experimentuje se proto s jejím chovem v akvakultuře.